# Canda filifera
Canda filifera är en mossdjursart som först beskrevs av Jean-Baptiste Lamarck 1816.  Canda filifera ingår i släktet Canda och familjen Candidae. Inga underarter finns listade i Catalogue of Life.